# Fuite d'Allemagne de l'Est en montgolfière
Grâce à une spectaculaire, évasion en montgolfière le 16 septembre 1979, les familles est-allemandes Strelzyk et Wetzel originaires de Pößneck (Thuringe) ont réussi à fuir d'Allemagne de l'Est (RDA) vers la République fédérale d'Allemagne (RFA) en franchissant la frontière interallemande à bord d'une montgolfière de fabrication artisanale,. Les huit fugitifs étaient deux couples, avec leurs deux enfants respectifs âgés de 2 à 15 ans.
L'événement, désigné en allemand sous le nom de « Ballonflucht » connaît à l'époque un fort retentissement médiatique en Allemagne de l'Ouest, en Europe de l'Ouest,, et est repris par le New York Times,. Cette évasion réussie de la RDA constitue une humiliation pour la police politique est-allemande, qui par la suite intensifie ses efforts pour empêcher toute autre évasion de ce type.

## Préparatifs
Peter Strelzyk, né en 1942, mécanicien et électricien, et Günter Wetzel, né en 1955, maçon, se sont connus comme collègues à l'usine de plastique VEB Polymer Pößneck. Ils deviennent ensuite chacun artisan indépendant. Leurs deux familles, amies, ont développé depuis quelque temps le projet de quitter la RDA où ils se sentent opprimés, intimidés et espionnés par le régime communiste. Wetzel voulait étudier la physique mais en a été empêché pour avoir refusé d'adhérer au SED, le parti officiel et parce que son père avait fui à l'Ouest. Mais un tel projet de fuite est risqué dans ce pays du bloc de l'Est où il est interdit de partir à l'Ouest sans autorisation, où toute tentative de fuir signifie la prison et où les garde-frontières ont l'ordre de tirer sur les fugitifs ; dans le cas des familles, elles sont séparées, les enfants placés en orphelinat, en foyer ou adoptés de force.
En mars 1978, la belle-sœur de Wetzel, passée à l'Ouest elle aussi, lui rend visite et lui donne un magazine ouest-allemand. Wetzel y découvre un reportage sur l'Albuquerque International Balloon Fiesta, et soumet l'idée d'une montgolfière à Strelzyk. Sur plusieurs mois, eux et leurs épouses se procurent la quantité de tissu nécessaire, cousent à la main l'enveloppe d'une montgolfière, fabriquent une nacelle sur un poste de soudage bricolé et expérimentent un brûleur de chauffage auquel ils ajouteront par la suite un ventilateur pour accélérer l'insufflation d'air chaud, bricolé à partir d'un moteur de moto. Au fil des tentatives qu'ils effectueront, un volume requis de 1 800, puis 2 200, 2 800 puis 4 200 mètres cubes est calculé pour l'enveloppe d'air chaud. Pour coudre l'enveloppe, Wetzel a récupéré la vieille machine à coudre à pédale de sa belle-mère, machine à laquelle ils ajouteront plus tard un moteur électrique pour la rendre plus rapide et efficace. Les préparatifs se font en secret, à l'étage ou à la cave de leur domicile, les essais de gonflage se font en rase campagne dans des prairies, et personne n'est mis au courant, car selon Doris Streznyk, épouse de Peter : « On ne devait pas dire quoi que ce soit à qui que ce soit, pas même à sa propre mère ».
Les deux familles construisent au total trois montgolfières. La première est constituée d'un matériau de doublure provenant d'une usine de sacs en cuir ; pour l'acheter en quantité sans éveiller les soupçons, les deux hommes prétendent être membres d'un club de camping et vouloir confectionner eux-mêmes les tentes. Mais les mailles du matériau sont trop épaisses, et lors d'un test en avril 1978, il s'avère inadapté au remplissage d'air chaud et est détruit dans la foulée. La deuxième montgolfière est composée de 900 mètres carrés de taffetas que Peter Strelzyk et Günter Wetzel achètent dans un grand magasin de Leipzig à l'été 1979. Cette fois-ci, ils se font passer pour les membres d'un club nautique qui veulent réparer leurs voiles de bateaux,.

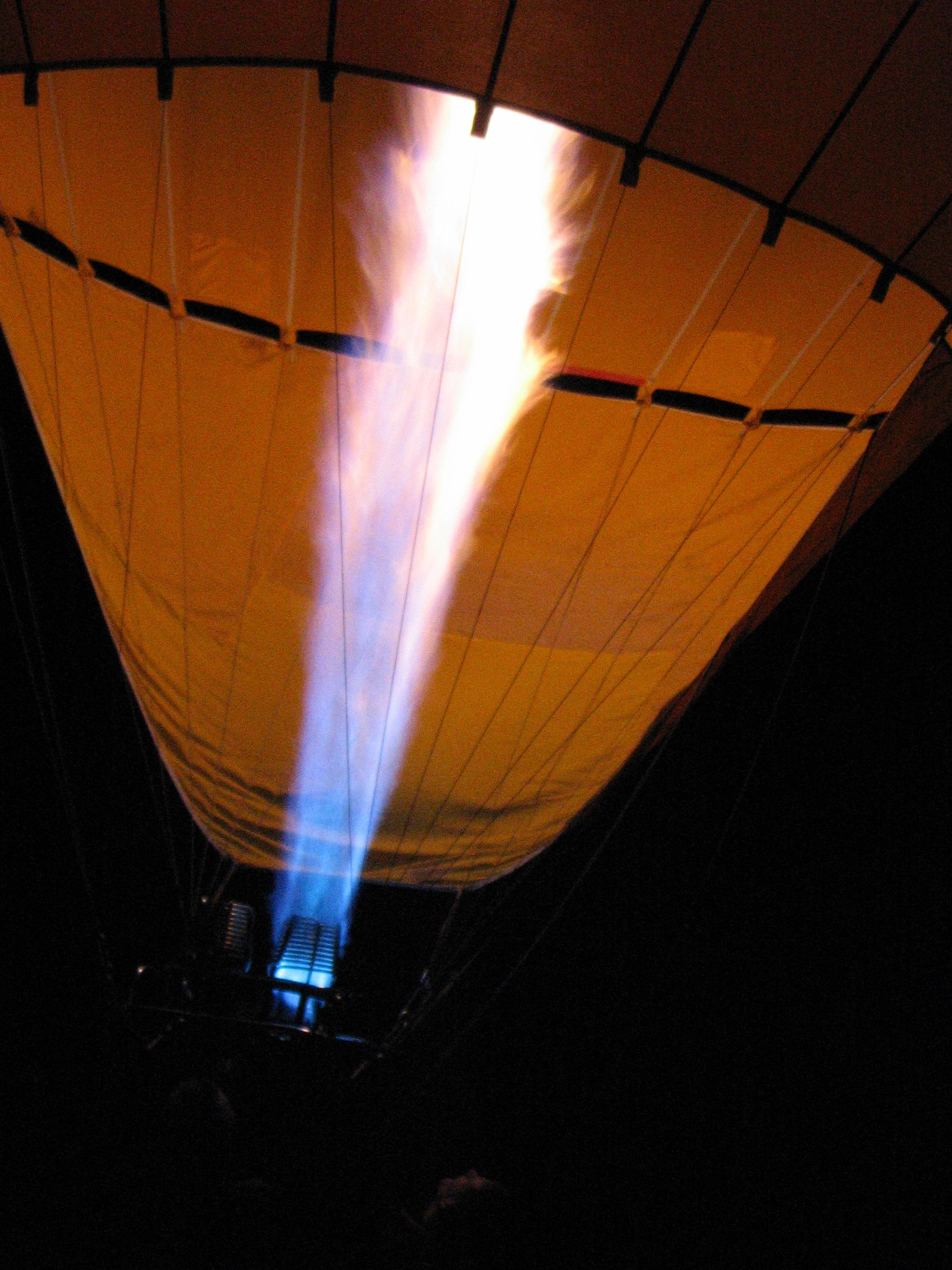
La flamme d'un brûleur réchauffe l'air contenu dans l'enveloppe d'une montgolfière.

La nacelle qu'ils ont construite étant trop petite pour transporter les deux familles, la famille Wetzel abandonne et les Strelzyk tentent de s'enfuir seuls dans la nuit du 3 au 4 juillet 1979. Après avoir décollé d'une prairie entre Oberlemnitz (de) et Heinersdorf (en), l'enveloppe du ballon, perméable, se charge en eau dans l'air humide, de sorte que l'appareil perd de l'altitude plus tôt que prévu et atterrit finalement deux kilomètres avant la frontière près de Hornsgrün après un voyage de 34 minutes. Les Strelzyk réussissent à rentrer chez eux sans se faire remarquer, mais ils doivent laisser l'aérostat et d'autres objets personnels dans la forêt. Un officier de la police populaire, qui ramasse du bois à titre privé dans la forêt, découvre quelques jours plus tard les restes du ballon, mais ne signale pas sa découverte car lui-même a pénétré sans autorisation dans la zone d'exclusion le long de la frontière. Finalement, le matin du 20 juillet 1979, un chasseur découvre le ballon et signale sa découverte à un responsable local de la police populaire.
La Stasi, la police politique, lance alors une chasse à l’homme mais sans succès. Le 14 août 1979, les autorités est-allemandes publient une annonce dans le Volkswacht, l'organe de la direction du district du parti SED, demandant au public des informations sur les objets trouvés sur le site d’atterrissage - un baromètre, un couteau de poche et une pince multiprise - en relation avec un « délit grave » : la recherche ne donne rien, ces objets étant très courants. Comme une partie du tissu acheté a été payée par chèque bancaire, le risque que courent les deux familles qu'on remonte jusqu'à elles est alors réel. Par ailleurs, la Stasi découvre sur les lieux une ordonnance médicale de médicaments pour une maladie de la thyroïde : les agents de la police politique iront jusqu'à éplucher en détail 800 000 ordonnances médicales délivrées dans l'arrondissement de Gera, en vain. Un examen des archives de la Stasi réalisé par Wetzel après la disparition de la RDA le mènera à cette conclusion : « Six jours plus tard, ils nous auraient attrapés ». 
Conscientes que la Stasi les trouvera tôt ou tard et craignant d'être arrêtées et emprisonnées,, les deux familles accélèrent leurs préparatifs d'un troisième aérostat, dont cette fois-ci, contrairement aux deux premiers, elles achètent discrètement le matériau à partir de nombreux petits points de vente répartis à divers endroits, plus de 100 différents au total,, afin de ne pas éveiller l'attention des autorités en achetant de trop grandes quantités. L'enveloppe de ce troisième aérostat, d'une superficie de 1 200 mètres carrés,, mesure 28 mètres de haut, 20 mètres de large et est cousue à partir de quatre matériaux différents : soie de parapluie, taffetas, toile de tente et coutil de linge de lit. La diversité des matériaux achetés ici et là explique l'aspect multicolore de l'enveloppe. La nacelle est composée d'une plate-forme en tôle et d'une structure en métal d'1,40 m de côté, d'un garde-corps de 80 cm fait d'une corde à linge et de quatre poteaux d'angle. Au centre se trouvent 4 bombonnes de gaz propane. Le brûleur est élaboré à partir de deux bombonnes de 11 kilogrammes de gaz domestique (propane liquide), de tuyaux, d’une conduite d’eau, d’une buse, d'une vanne et d’un morceau de tuyau de poêle de 12 cm de diamètre,.

## L'évasion

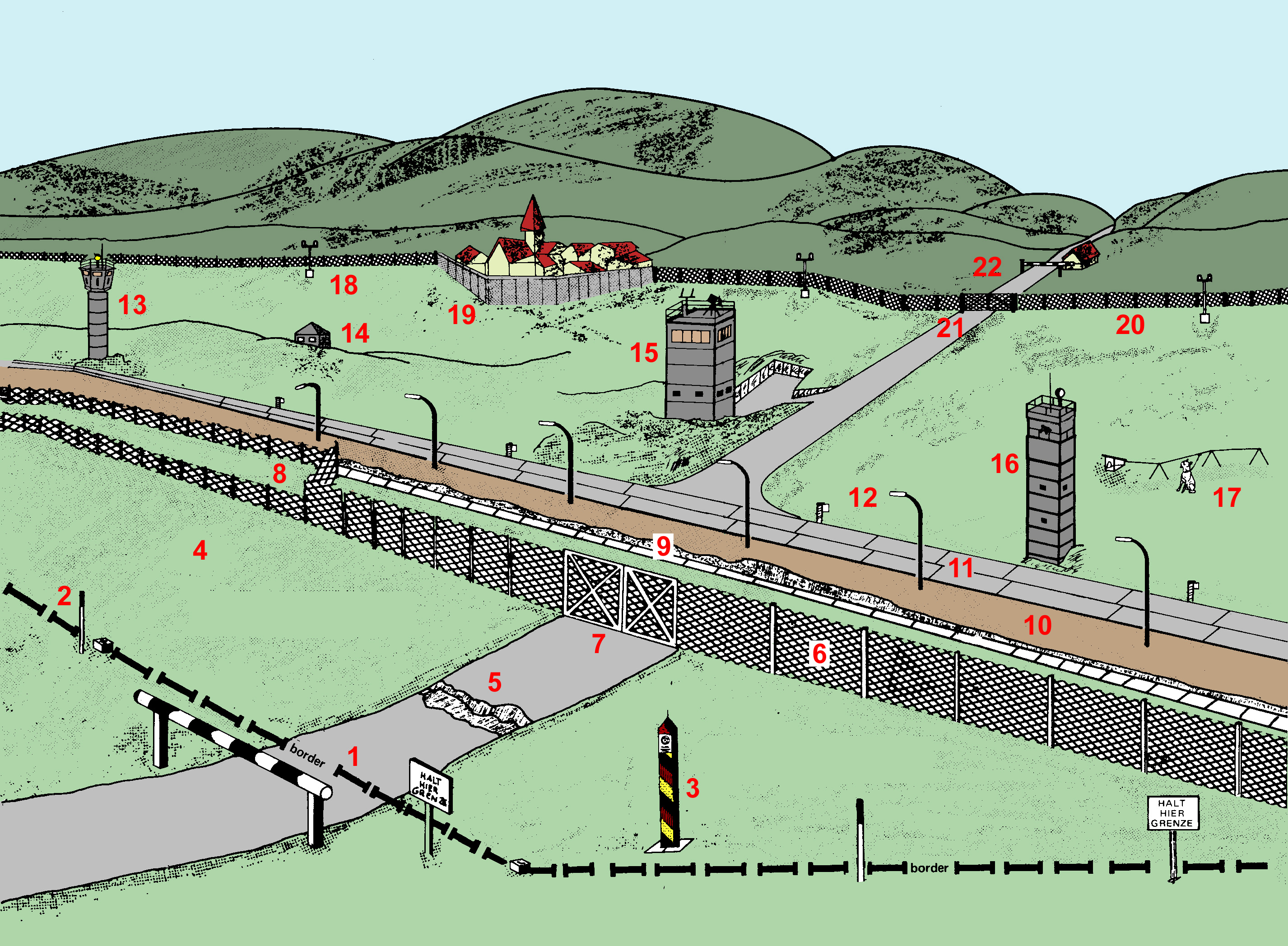
Schéma des installations frontalières de la RDA entre les deux Allemagnes.

Immédiatement après l'achat et l'assemblage des dernières pièces de tissu à Iéna, le 15 septembre 1979, les familles décident de partir le soir même en raison des conditions météorologiques favorables indiquées par la radio bavaroise, : le vent souffle du nord vers le sud, donc vers la Bavière, et le ciel est dégagé. Le lieu de départ est à nouveau le pré près d'Oberlemnitz (de) où avait eu lieu la tentative du 4 juillet. Le ballon quitte le sol à 2 h 26 du matin. Au départ, le brûleur met le feu à une partie de la toile, cependant l'incendie est rapidement éteint avec un extincteur à mousse ; en haut de l'enveloppe, il y a une déchirure et une fuite d'air chaud qui les contraint à garder le brûleur allumé, mais cela n'empêche pas l'ascension de l'appareil jusqu'à une altitude de 2 000 mètres, (ou 2 500 mètres, selon les sources), poussé par des vents de 50 km/h. Pendant le trajet, les huit personnes sont dans une position périlleuse : les quatre adultes sont debout dos à la balustrade et s'accrochent aux cordages pendant que les quatre enfants sont assis autour des quatre bouteilles de gaz placées au milieu. Le trajet dure 28 minutes sur une distance de 18 kilomètres,. À ce moment, les autorités est-allemandes sont déjà au courant de la tentative de fuite, alertées par un veilleur de nuit qui a aperçu la lueur du brûleur dans le ciel nocturne ; des projecteurs sont alors allumés et balaient le ciel pour tenter de repérer l'aérostat, mais en vain, celui-ci quittant le territoire de la RDA avant que les garde-frontières ne puissent réagir.
Les deux familles souffrent du froid, par une température de moins 8 degrés. La réserve de gaz se tarit et l'aérostat commence à descendre. L'appareil atterrit finalement à 3 heures du matin en Allemagne de l'Ouest, en Bavière, dans une zone forestière près de la commune de Naila dans l'arrondissement de Hof, en Haute-Franconie. Ils sont passés à sept kilomètres derrière la frontière, et ont évité de 300 mètres seulement une ligne à haute tension. Après l'atterrissage, les fugitifs ignorent où ils ont atterri et s'ils ont réussi à franchir la frontière, par précaution,les femmes et les enfants se cachent dans la forêt pendant que les deux hommes explorent les environs. Cependant, ils ont repéré des poteaux électriques, une ferme avec du matériel agricole moderne et un panneau de centrale électrique qui leur indiquent qu'ils sont bien passés à l'Ouest. Ils tombent enfin sur une patrouille de la police bavaroise qui leur confirme qu'ils sont en République fédérale : - « Sommes nous à l'Ouest, ici ? » - « Bien sûr, où voulez-vous qu'on soit ? ». Les deux hommes lancent alors une fusée de feu d'artifice du Nouvel an, signal convenu à l'intention de leurs épouses et enfants restés cachés.
Günter Wetzel est légèrement blessé lors de l’atterrissage. La police bavaroise prend en charge les deux familles qui sont également interrogées par l'office fédéral de la police criminelle, le service fédéral de renseignement (BND) et la garde frontière fédérale. La municipalité de Naila fournit aux fugitifs un logement et une aide matérielle.

## Réaction des autorités de RDA et mesures de rétorsion contre les familles
Les services est-allemands durcirent la sécurité aux frontières en fermant les petits aéroports proches de la frontière et réorganisèrent les plans de vol à l'intérieur des terres. Les bombonnes de gaz propane furent soumises à un traçage et le tissu avec lequel on pouvait construire un aérostat ne fut plus autorisé à la vente. Il fut également interdit d'envoyer du courrier aux familles fugitives.
Erich Strelzyk apprend l'évasion de son frère aux informations de la télévision ouest-allemand et est arrêté peu après l'atterrissage dans son appartement de Potsdam. L'arrestation des membres de la famille était une procédure habituelle destinée à dissuader d'autres personnes de tenter de s'enfuir. Il est accusé de « complicité d'évasion », tout comme la sœur de Strelzyk, Maria, et son époux, condamnés à 2 ans et demi de prison, bien que les uns et les autres n'ait pas eu connaissance des projets d'évasion. Les trois seront libérés avec l'aide d'Amnesty International. Un des collègues de Peter n'a néanmoins pas cette chance et reste en prison.

## Après l'évasion
Selon le récit de Günter Wetzel sur son site Internet, les deux familles ont rompu tout contact peu de temps après avoir fui ensemble en raison de désaccords.
Peter Strelzyk a ouvert un magasin d'électronique à Bad Kissingen. Un ami de Strelzyk a été emprisonné en RDA pour les avoir aidés ; après que celui-ci a été autorisé à quitter la RDA en 1982, Strelzyk l'a embauché comme employé. Il s'est avéré après la chute du Mur que le ministère de la Sécurité de l'État (Stasi) avait recruté cet employé comme collaborateur officieux pendant sa détention et l'avait peut-être spécifiquement chargé de nuire aux intérêts de Strelzyk. Espionnés par 18 agents de la Stasi et victimes de tentatives d'intimidation, les Strelzyk se réfugient en Suisse en 1985 et ne reviennent en Allemagne qu'après la chute de la RDA. Après la réunification allemande, les époux Strelzyk retournent dans leur maison mitoyenne à Pößneck, où ils avaient vécu à l'époque de la RDA. Peter Strelzyk est décédé le 11 mars 2017 à Iéna à l'âge de 74 ans. Interviewé des années après la disparition de la RDA au sujet de l'émergence d'une nostalgie de l'Allemagne de l'est, l'Ostalgie, le fils de Strelzyk déclare que les gens qui voient des aspects positifs à la RDA « n’[ont] pas fait la connaissance de la Stasi ».
Günter Wetzel est devenu mécanicien près de Hof. Il crée un site internet où il publie des détails sur leur aventure. Après la chute de la RDA, Wetzel réussit à avoir accès à son dossier de la Stasi et découvre qu'il a non seulement été espionné, mais que la Stasi avait projeté de le briser psychologiquement après son évasion, et qu'elle avait à cette fin utilisé des membres de sa propre famille pour l'espionner, sans qu'on sache si ceux-ci l'avaient fait de leur plein gré ou sous la contrainte. Un couple de retraités, envoyé par la Stasi, se présente un jour  pour les inciter à rentrer en RDA, leur affirmant que l'État est-allemand leur réservait un emploi et un logement. Les services de la RDA tentent également de les attirer en Hongrie afin de les arrêter. D'après ses recherches personnelles, Wetzel estime qu'après eux il y a eu en RDA 72 autres tentatives d'évasion par les airs, dont 50 en montgolfière, mais que toutes ces tentatives ont échoué et qu'elles se sont soldées par 151 arrestations.
Les réfugiés ont fait don de la nacelle à la ville de Naila qui, avec dix longueurs de tissu, a été donnée au Musée du Mur de Checkpoint Charlie à Berlin. L'enveloppe est exposée au Musée d'histoire bavaroise de Ratisbonne (Haus der Bayerischen Geschichte: Museum (en)) depuis mai 2019 mais reviendra à Naila après la rénovation du nouveau musée de la ville.

## Tentatives d'évasion similaires
Winfried Freudenberg meurt en mars 1989 alors qu'il tente de s'échapper de Berlin-Est vers Berlin-Ouest à bord d'un ballon à gaz.

## Adaptations cinématographiques
- 1982 : L'évasion en montgolfière est représentée dans le film américain La Nuit de l'évasion.
- 2018 : sortie du thriller allemand de Michael Herbig, Le Vent de la liberté.
- L'épisode GX-1 de MacGyver y fait indirectement allusion. Le protagoniste construit une montgolfière improvisée pour traverser la frontière intérieure allemande.